# Sheep Island (Wales)
Sheep Island ist eine kleine Insel vor der Küste von Pembrokeshire in Wales.

## Geographie
Die Insel schließt direkt an die Südküste der Landzunge von Angle an und bildet deren südwestlichsten Zipfel. Sie steigt bis auf 17 m über dem Meer an. Die Insel gehört zum Lower Old Red Sandstone-Gürtel, der sich von durch den Milford Haven Waterway nordwestlich bis nach Dale und unter dem Meeresspiegel bis Skokholm zieht, daher zeichnet sie sich durch die intensiv roten Felsen aus. Die Insel ist unbewohnt.

## Geschichte
Im April 1943 ereignete sich in der Nähe der Insel ein großes Schiffsunglück mit den Kriegsschiffen Landing Craft Gun 15 und LCG 16, die nach einem unvollendeten Umbau in Belfast auf dem Weg nach Holyhead in Seenot gerieten, wobei 147 Männer ums Leben kamen.